# Skałka (Pieniny)
Skałka (675 m) lub Samorody – szczyt Pienin Czorsztyńskich położony na północ od grani głównej tych gór, tuż nad zabudowaniami wsi Hałuszowa w województwie małopolskim, w powiecie nowotarskim, w gminie Krościenko nad Dunajcem.
Stromy zachodni stok Skałki jest porośnięty lasem, szczyt i wschodni, opadający do Hałuszowskiego Potoku stok pokrywają łąki wsi Hałuszowa. Również stok między Skałką a Flakami to łąki Nad Pustkami. Ich południowym obrzeżem przez przełęcz Sańba prowadzi szlak turystyczny. Dzięki bezleśnym terenom rozpościera się z niego widok na Pasmo Lubania.
Skałka znajduje się poza granicami Pienińskiego Parku Narodowego. W jej okolicy, na polach między Skałką a Sańbą, mieszkańcy Krościenko nad Dunajcem w 1632 r. dopadli znienawidzonego urzędnika Przedwojewskiego, który jechał tędy z szablą na koniu, wraz z koniem pochwycili i srogo, haniebnie udawieli, kark i pacierz kolanami połamawszy z żywego martwego uczynili.